# Municipio de Frelinghuysen
El municipio de Frelinghuysen (en inglés: Frelinghuysen Township) es un municipio ubicado en el condado de Warren en el estado estadounidense de Nueva Jersey. En el año 2000 tenía una población de 2,083 habitantes y una densidad poblacional de 34 personas por km².

## Geografía
El municipio de Frelinghuysen se encuentra ubicado en las coordenadas 40°57′34″N 74°53′45″O / 40.95944, -74.89583.

## Demografía
Según la Oficina del Censo en 2000 los ingresos medios por hogar en el municipio eran de $72,434 y los ingresos medios por familia eran $78,464. Los hombres tenían unos ingresos medios de $56,818 frente a los $36,827 para las mujeres. La renta per cápita para la localidad era de $28,792. Alrededor del 2.3% de la población estaba por debajo del umbral de pobreza.